# Sauerstoffsättigungsindex
Der Sauerstoffsättigungsindex (SSI) gibt den Prozentanteil der unter den herrschenden Temperatur- und Luftdruckverhältnissen experimentell ermittelten aktuellen Sauerstoffkonzentration an. Ein hoher SSI spricht für ein unbelastetes Gewässer mit wenigen Mikroorganismen.